# Датуева, Зайнап Абдулазимовна
Зайнап (Зайнаб) Абдулазимовна Датуева (26 января 1962, Хасавюрт, Дагестанская АССР, РСФСР, СССР) — советская дзюдоистка, советский и российский тренер по дзюдо. Заслуженный тренер России. Старший тренер женской сборной команды Дагестана.

## Биография
Родилась в Хасавюрте в семье водителя и повара. Родом из села Карланюрт. Спустя три года после её рождения родители переехали в Махачкалу, где она училась в школе № 30. В 1980 году Зайнап поступила в Дагестанский педагогический институт, ходила на волейбол. Выступала в составе сборной ДГПУ и Дагестана, работала тренером в ДЮСШ №3. В 1986 году её пригласили работать в ДГУ на кафедру физического воспитания, где она случайно попав в махачкалинский спорткомплекс «Спартак» перешла в дзюдо. С 1987 года после травмы руки решила набрать группу девочек и начала тренерскую деятельность в дзюдо. В сентябре 2004 года на Паралимпийских играх в Афинах её воспитанница Мадина Казакова стала обладателем золотой медали. 28 сентября 2004 года ей было присвоено звание Заслуженный тренер России, награждал её Вячеслав Фетисов. В 2010 году её наградили медалью ордена «За заслуги перед Отечеством» второй степени. По состоянию на 2014 год — единственная женщина заслуженный тренер России по дзюдо в ЮФО. Она воспитывает единственного сына Абдулазима, который живет в Москве.

## Известные воспитанницы
- Казакова, Мадина Муратовна — паралимпийская чемпионка;
- Суракатова, Пари Анварбеговна — чемпионка России;